# Universidad Estatal a Distancia
La Universidad Estatal a Distancia (UNED) es una institución de educación superior pública de Costa Rica. Fue fundada en 1977 como la primera universidad en Costa Rica y en América Latina que utiliza la modalidad a distancia, y continúa siendo la única universidad pública de Costa Rica que utiliza esta modalidad de educación. Su campus central se ubica en Mercedes, Montes de Oca, San José, y cuenta con 45 centros académicos distribuidos en todo el país.

## Estructura
Su estructura institucional está constituida por cuatro Vicerrectorías:
- Vicerrectoría de Investigación
- Vicerrectoría Académica
- Vicerrectoría de Planificación
- Vicerrectoría Ejecutiva

## Editorial
La universidad cuenta con una editorial llamada EUNED, que publica libros de texto, ensayos de investigación y 8 revistas científicas:
- Revista Nacional de Administración ISSN print:1659-4908,[3] ISSN digital: 1659-4932[4]
- Revista Espiga ISSN print: 1409-4002,[5] ISSN digital: 2215-454X[6]
- Cuadernos de Investigación UNED ISSN print: 1659-4266,[7] ISSN digital: 1659-441X[8][9]
- Revista Innovaciones Educativas ISSN: 1022-9825[10]
- Revista Posgrado y Sociedad ISSN: 2215-2172[11]
- Revista Repertorio Científico ISSN: 1021-6294[12]
- Revista Calidad en la Educación Superior[13]
- Revista Nacional de Cultura

El Departamento de Audiovisuales de la Universidad Programa de Producción de Material Audiovisuales PPMA. posee una mediateca donde se puede encontrar la producción audiovisual de toda la institución.

## Historia
El 3 de marzo de 1977, Daniel Oduber Quirós, como presidente de Costa Rica, firmó la "Ley de Creación de la Universidad Estatal a Distancia (UNED), (Ley 6044) publicada en "La Gaceta" No.50 del 12 de marzo de 1977.
El 10 de octubre de 2007, fue declarada Institución Benemérita de la Educación y la Cultura por la Asamblea Legislativa.

#### Consejo Universitario
El 9 de abril de 1977 se realizaron las primeras gestiones organizativas a través del primer órgano colegiado, posteriormente llamado Consejo Universitario, el cual estuvo integrado por:
• El ministro de Educación Pública (podía ser sustituido por un viceministro): Fernando Volio (o Carlos Luis Altamirano).
• Director de la Oficina de Planificación Nacional y Política Económica (podía ser sustituido por el director Alterno): Oscar Arias (o Fernando Zumbado).
• Rector de la UNED: Francisco Antonio Pacheco Fernández.
• Representante del Consejo Nacional de Rectores: Walter Sagot
• Tres profesores con cinco años de experiencia universitaria: Rodrigo Gámez, Federico Vargas y Chéster Zelaya
• Invitados permanentes: vicerrector de Tecnología Educativa, Óscar Aguilar Bulgarelli y vicerrector académico, Enrique Góngora

## Oferta académica
La UNED cuenta con cuatro escuelas que ofrecen un total de 39 carreras de pregrado y el Sistema de Estudios de Posgrado, con 26 programas de posgrado. Algunas carreras son acreditadas a través del Sistema Nacional de Acreditación de la Educación Superior. 

### Carreras de Pregrado y Grado

#### Escuela Ciencias de la Administración
Administración de Empresas (Diplomado)
Administración de Empresas con Énfasis en Recursos Humanos
Administración de Empresas con Énfasis en Banca y Finanzas
Administración de Empresas con Énfasis en Contaduría
Administración de Empresas con Énfasis en Dirección de Empresas
Administración de Empresas con Énfasis en Mercadeo
Administración de Empresas con Énfasis en Producción
Administración de Empresas con Énfasis en Negocios Internacionales

#### Escuela de Ciencias Exactas y Naturales
Administración de Empresas Agropecuarias
Administración de Servicios de Salud
Enseñanza de la Matemática
Enseñanza de las Ciencias Naturales
Ingeniería Agroindustrial
Ingeniería Agronómica
Ingeniería Industrial
Ingeniería Informática
Ingeniería en Telecomunicaciones
Manejo de Recursos Naturales
Registros y Estadísticas de Salud

#### Escuela Ciencias de la Educación
Administración Educativa
Docencia
Informática Educativa
Educación Especial
Educación General Básica I y II ciclos
Educación Preescolar
Estudios Sociales y Educación Cívica

#### Escuela de Ciencias Sociales y Humanidades
Bibliotecología y Nuevas Tecnologías de Información y Comunicación
Bibliotecología, Bibliotecas Educativas y Centros de Recursos para el Aprendizaje
Ciencias Criminológicas
Ciencias Policiales
Ejecución y Docencia Musical con Énfasis en Instrumento
Enseñanza del Francés
Enseñanza del Inglés para I y II ciclos
Estudios Generales
Estudios Universitarios
Gestión Secretarial de la Oficina
Gestión Turística Sostenible
Secretariado Administrativo

### Programas de Posgrado
Maestría Profesional en Administración de Negocios
Maestría Profesional en Auditoría Gubernamental
Maestría Profesional en Auditoría Empresarial
Maestría Profesional en Administración de Servicios de Salud Sostenible
Maestría Profesional en Administración Educativa
Maestría Profesional en Administración Medios de Comunicación
Maestría Profesional en Criminología
Maestría Profesional en Derecho Constitucional
Maestría Profesional en Derecho del Trabajo y Seguridad Social
Maestría Profesional en Derecho Económico con énfasis en Comercio Internacional
Maestría Profesional en Derechos Humanos
Maestría Académica en Educación a Distancia
Maestría Profesional en Estudio de la Violencia Social y Familiar
Maestría Profesional en Estudios Europeos e Integración(En proceso de revisión)
Maestría Académica en Extensión Agrícola
Maestría Profesional en Gerencia y Negociaciones Internacionales
Maestría Académica en Manejo de Recursos Naturales
Maestría Profesional en Mercadeo Agropecuario (En proceso de revisión)
Maestría Profesional en Propiedad Intelectual
Maestría Profesional en Psicopedagogía
Maestría Profesional en Tecnología Educativa
Maestría Profesional en Valuación
Doctorado en Derecho
Doctorado en Ciencias Naturales para el Desarrollo
Doctorado en Educación
Doctorado en Ciencias de la Administración

## Revista Cuadernos de Investigación
La Revista Cuadernos de Investigación es la revista científica de investigación de la UNED. Es una publicación continua en línea (ISSN 1659-441X), en la cual los artículos se publican tan pronto como son editados, abarcando el período del 1 de enero al 31 de diciembre de cada año.  
Su objetivo es publicar investigaciones académicas reconocidas internacionalmente en todos los campos científicos. La revista está dirigida a una audiencia académica y, actualmente, publica investigaciones realizadas en América Latina, Asia, África, América del Norte y Europa.  
Esta revista proporciona acceso inmediato, gratuito y abierto a su contenido, bajo el principio de que hacer la investigación disponible para el público fomenta un mayor intercambio global de conocimientos. La revista no cobra tarifas ni a autores ni a lectores, y todo su contenido está disponible bajo una licencia CC BY 4.0.  
Está indexada en Scielo, Latindex y Redalyc. Según los estándares de Latindex, la revista cumple con 37 de los 38 criterios para ser considerada de alto nivel. La revista y sus artículos publicados se pueden encontrar en las bibliotecas virtuales de OCLC y WorldCat, así como en Google Académico y el Directory of Open Access Journals. Varios catálogos a nivel mundial incluyen a Cuadernos de Investigación UNED en sus bases de datos, como la Biblioteca Nacional de Australia, la Universidad de Brighton, Journal TOCs y el Consejo Nacional de Investigaciones Científicas y Técnicas.  

## Impacto de UNED en la educación en Costa Rica
UNED ha tenido un impacto profundo en el panorama educativo en Costa Rica. Ha abierto puertas para personas que antes tenían un acceso limitado a la educación superior. El énfasis de la universidad en la inclusión y las oportunidades iguales ha contribuido al desarrollo social y económico del país. UNED también ha desempeñado un papel crucial en la promoción del aprendizaje permanente y el desarrollo profesional, capacitando a las personas para mejorar sus habilidades y contribuir a la fuerza laboral.